# Цагаан овоо
Цагаан овоо — сомон аймаку Дорнод, Монголія. Територія 6,6 тис. км², населення 3,7 тис. Центр — селище Хуувуур, розташований на відстані 103 км від Чойбалсана та 560 км від Улан-Батора.

## Рельєф
Гори Уст (1388 м), Бідер (1190 м), Алтач (1043 м). Більшу частину території займають степові долини та долині річки Гал. Є солені озера Херлен, Далайн гол, Галуут, Хуувур.

## Клімат
Різкоконтинентальний клімат. Середня температура січня −18°С, липня +20°С. Протягом року в середньому випадає 200–250 мм опадів.

## Тваринний та рослинний світ
Водяться манули, тарбагани, козулі, вовки, лисиці, зайці.

## Соціальна сфера
Школа, лікарня, сфера обслуговування.